# Йорданкі
Йорданкі (пол. Jordanki) — село в Польщі, у гміні Старий Тарґ Штумського повіту Поморського воєводства.
Населення — 98 осіб (2011).
У 1975-1998 роках село належало до Ельблонзького воєводства.

## Демографія
Демографічна структура станом на 31 березня 2011 року:
|          | Загалом | Допрацездатний вік | Працездатний вік | Постпрацездатний вік |
| -------- | ------- | ------------------ | ---------------- | -------------------- |
| Чоловіки | 60      | 17                 | 40               | 3                    |
| Жінки    | 38      | 6                  | 22               | 10                   |
| Разом    | 98      | 23                 | 62               | 13                   |